# Загаття
Зага́ття — село в Україні, в Іршавській міській громаді Хустського району Закарпатської області.

## Назва
Свою назву село дістало від невеликої гори — Гат. У давніх часах, як бувало і в інших місцях цього краю, так і тут, було багато розбійників, котрі по ночах грабували сусідні села. Вдень вони ховалися, і забрану худобу не виганяли з лісу на річку напувати, а загачували малі гірські потоки в лісі й напували їх там. Багато наробили розбійники гатей на тій горі. Через те люди й назвали її Гат, а село, яке розкинулось за горами — Загаття. Та є й інша версія, яка каже, що в лісі водилось багато змій (гадів), тож коли їх бачили селяни, то кричали гад. Згодом це місце так і почали називати — гад чи гат. Ця назва збереглась і дотепер, але змій вже немає.

## Історія
Село вперше згадується в документах Саболч-Сатмар-Березького комітатського архіву у виданні німецького автора — 1350 рік. До нинішнього часу вважалося, що першою письмовою згадкою про село є XV ст. До Тріанонського договору воно належало Угорському королівству, а потім увійшло до Чехословаччини. У 1945 році населений пункт отримав назву Загаття, а до того часу називався Гетмег. Після розпаду Радянського союзу (1991 р.) стало українським селом.
У «Географічному довіднику Угорщини» за 1851 рік про Загаття подані такі дані: Hátmeg, (Zahatka), orosz falu, Beregh vmegyében, ut. p. Munkácshoz keletre 2 mfldnyire: 8 r. kath., 106 g. kath., 10 zsidó lak. Gör. kath. parochia. Hegyes, erdős, sovány határ. F. u. gr. Schönborn.

## Населення
У 1910 році в Загатті проживало 1619 людей (1445 русинів та 154 угорців).
У 1969 році — 1774.
У 1989 році — 2615. Серед них: чоловіків — 1 237, жінок — 1 366..
Згідно з переписом УРСР 1989 року чисельність наявного населення села становила 2615 осіб, з яких 1245 чоловіків та 1370 жінок.
За переписом населення України 2001 року в селі мешкало 2578 осіб.

### Мова
Розподіл населення за рідною мовою за даними перепису 2001 року:
| Мова       | Відсоток |
| ---------- | -------- |
| українська | 99,19 %  |
| російська  | 0,62 %   |
| угорська   | 0,08 %   |
| білоруська | 0,04 %   |
| словацька  | 0,04 %   |

## Символіка
На історичній печатці села Загаття зображений чоловік, який жне серпом колосся. На печатці є надпис «Печатка села Гатмег. 1844».
1904 р. Міністерством внутрішніх справ Угорщини для селища було затверджено герб, лише частково базований на символіці печатки 1844 р.: щит тричастинний (наполовину розколений і розділений): у першій частині на срібному тлі червоний рак; у другій частині на червоному тлі срібний олень; у третій частині на блакитному тлі селянин, що косить траву. На тогочасній печатці герб супроводжував напис угорською мовою: «Комітат Берег. Селище Гатмег. 1904»

## Географія
Розташоване Загаття в гірській частині Карпат — Великодільського хребта, з північної сторони — лісовий масив Гат. Навколо села, а найбільше з південної сторини, поширений ярково-балковий рельєф, який виник власлідок вирубування лісів і наявністю лісових невеликих потоків гірських вод та джерел. Через село протікають три річки (Кривуля та Іршавка) із гірськими потічками, які їх живлять. Найвищими точками є гори Вел. Камень (434,5 м над р. м.) та Вел. Горатань (407,6 м над р. м.).

## Природоохоронні зони
Біля села існує загальнозоологічний заказник місцевого значення — Гат. А недалеко від цього місця розташована ботанічна пам'ятка природи місцевого значення — «Берека європейська» (площа — 16,7 га). Охороняється рідкісна порода дерева — берека європейська. Обидві ці зони підпорядковані ДП «Загатянське ЛГ».

## Архітектура
У Загатті розташована греко-католицька церква Різдва Пресвятої Богородиці. Вона є архітектурною пам'яткою і окрасою села.
Церква Різдва пр. богородиці. 1845.
Парохію з стародавньою церквою згадують у середині XVII ст. і в 1692 р. У 1733 р. згадано стародавню дерев'яну церкву св. Миколи з двома дзвонами, у якій служили Михайло Сидор та Павло Панько. У 1797 р. йдеться про стару дерев'яну церкву та про філії в Колодному, Климовиці, Сундаковиці та Дешковиці.
Ремонт теперішньої мурованої церкви проводив у 1937 р. підприємець Іван Ґелетей. У 1953 р. забетоновано всю підлогу. Останній зовнішній ремонт зроблено в 1988 р. Інтер'єр перемальовано в 1997 р. Іконостас гарної роботи, але ікони вже перемальовано.
Біля головного фасаду стоїть каркасна двоярусна дерев'яна дзвіниця з 4 дзвонами. Найбільший дзвін відлив Ф. Еґрі в 1932 p., а малий дзвін — давня пам'ятка з написом «ANNO 1787». Мурований хрест біля північного фасаду поставлено в 1909 p., хрест з південного боку — в 1960 р. На схід від церкви є старий металевий хрест, а на захід — три дерев'яні хрести. Церкву повернуто греко-католикам у 1991 р.

## Релігія
Більшість вірників села — греко-католики, що становлять частину Мукачівської греко-католицької єпархії.

У Загатті розташована греко-католицька церква Різдва Пресвятої Богородиці. Вона є архітектурною пам'яткою і окрасою села.
Церква Різдва пр. богородиці. 1845.
Парохію з стародавньою церквою згадують у середині XVII ст. і в 1692 р. У 1733 р. згадано стародавню дерев'яну церкву св. Миколи з двома дзвонами, у якій служили Михайло Сидор та Павло Панько. У 1797 р. йдеться про стару дерев'яну церкву та про філії в Колодному, Климовиці, Сундаковиці та Дешковиці.
Ремонт теперішньої мурованої церкви проводив у 1937 р. підприємець Іван Ґелетей. У 1953 р. забетоновано всю підлогу. Останній зовнішній ремонт зроблено в 1988 р. Інтер'єр перемальовано в 1997 р. Іконостас гарної роботи, але ікони вже перемальовано.
Біля головного фасаду стоїть каркасна двоярусна дерев'яна дзвіниця з 4 дзвонами. Найбільший дзвін відлив Ф. Еґрі в 1932 p., а малий дзвін — давня пам'ятка з написом «ANNO 1787». Мурований хрест біля північного фасаду поставлено в 1909 p., хрест з південного боку — в 1960 р. На схід від церкви є старий металевий хрест, а на захід — три дерев'яні хрести. Церкву повернуто греко-католикам у 1991 р.

Церква Покрови пр. богородиці. 1868. (УПЦ)
Перша згадка про церкву з'явилася в 1692 р. У 1730 р. за священика Степана Келемена згадують підупалу давню церкву з одним дзвоном, вкриту соломою.
Про дерев'яну церкву йдеться в Колодному в 1778 р. У 1843 р. ревний та енергійний священик Андрій Греговчак розпочав біля дерев'яної церкви будівництво мурованої.
Зберігся опис дерев'яної церкви, що мала високу шпилеподібну турню, наву з куполом, низький восьмигранний вівтар і вузькі вікна. Дах вкривав ґонт у вигляді риб'ячої луски. Чудова споруда була оточена старими липами і певний час ще стояла поряд із новозбудованою.
За переказом, до будівництва мурованої церкви, що нібито була споруджена з 1862 (?) по 1868 р., причетні італійські майстри. Малювання стін та ікон виконали художники Володимир Лісовскі (Лісовський) у 1912 р. та Бурмаш (Буреш ?) у 1941, яких в селі називають німцями. Дахи вкрили бляхою в 1941 р.
Біля церкви, відремонтованої у 1982 р. стоїть каркасна дзвіниця з дерева. Три дзвони відлив Ф. Егрі в 1923 та 1925 роках. У дворі є поховання священника Михайла Гомоная та два хрести: металевий ― 1890 та кам'яний ― 1908 р.
Вже сімнадцять останніх років настоятелем Свято-Троїцької церкви у с. Колодне є протоієрей Віталій Бокотей. За роки його служіння у храмі зроблено чимало різних робіт та ремонтів і збудовані каплиця, трапезна, недільна школа.

## Соціальна інфраструктура
У селі функціонують:
- 3 дошкільні навчальні заклади;
- 2 школи (Загатська ЗОШ І-ІІІ ст. та Колоднянська І-ІІ ст.);
- міжшкільний навчально-виробничий комбінат (МНВК);
- готель;
- амбулаторія загальної практики та сімейної медицини (пункт першої медичної допомоги);
- бібліотека із доступом до всесвітньої мережі Інтернет, клуб;
- 2 аптеки.

## Вулиці
- Лісова, Миру, Жовтнева, Шелелівська, Партизанська, Возз'єднання, Колгоспна, Мічуріна та Колоднянська. Після прийняття декомунізіції, а саме — «Про засудження комуністичного та націонал-соціалістичного (нацистського) тоталітарного режимів та заборону пропаганди їхньої символіки» (закон № 317-VIII)[7]. вулицю Жовтневу перейменували на вулицю Адальберта Ерделі, вулицю Колгоспну — на вулицю Кротона (псевдонім Фірцака Івана Федоровича.[8]

## Відомі уродженці
- Делеган Іван Васильович (1951-2021) — український лісівник, педагог.
- Ерделі Адальберт Михайлович (1891—1955) — український живописець, народився у Загатті.
- Шкіря Василь Васильович (1958-) — український письменник, журналіст, лауреат премії ім. Федора Потушняка.

## Туристичні місця
- Колодне — дві курганні групи куштановицької культури (урочища Гать і Болото). Це одне з найтаємничіших місць Закарпаття — 27 древніх курганів знаходяться на невисокому пагорбі біля села Колодне. Археологи вважають їх за останки Куштановицької культури праслов'ян, яка існувала у цих краях у VII—III століттях до нашої ери.

- храм Покрови пр. богородиці. 1868
- храм Різдва пр. богородиці. 1845.